# Полетыло
Полетыло (пол. Poletyłowie) — графский дворянский род герба Трживдар, а также шляхетский род герба Заглоба.
Происходит из земли Бельской (Гродненской губ.) и восходит к началу XVI веку. Войцех Полетыло, каштелян холмский (1786—1796), возведен въ Графское достоинство Императором Римским Королём Галиции и Лодомерии Францем II и пожалован на оное грамотою в 1800 году, с присовокуплением к родовому гербу украшений свойственных новому его достоинству. Его сын, граф Иван (умер в 1855 г.) был сенатором Царства Польского.
Род Полетыло внесен в VI часть родословной книги Гродненской губернии и в родословную книгу дворян Царства Польского.

## Описание герба
В щите с графскою короною, в красном поле, между трех золотых звёзд, три серебряные креста, в середине между собою соединенные, два к верхним углам щита, а третий, без правого конца, прямо вниз обращенные.
Над графскою короною шлем дворянскою короною увенчанный, с золотыми решетками и золотою же на цепи медалью; в навершии шлема три страусовые пера, белое, красное и желтое. Намет красный, подбитый справа серебром а слева золотом. Герб графов Полетилов внесен в Часть 2 Гербовника дворянских родов Царства Польского, стр. 13.